# 里卡多·史卡馬西奧
里卡多·達利歐·史卡馬西奧（義大利語：Riccardo Dario Scamarcio，義大利語發音：[rikˈkardo skaˈmartʃo]，1979年11月13日—），義大利男演員、製片人及編劇。知名於2007年電影《我的哥哥是獨生子》和2015年電影《你無法拯救你自己》，兩者為自己提名意大利电影金像奖。2017年在美國電影《捍衛任務2：殺神回歸》中飾演反派桑提諾·德安托紐（Santino D'Antonio）。

## 早期生活
里卡多·史卡馬西奧1979年11月13日生於普利亚特拉尼，是畫家艾琳·佩特拉菲薩（Irene Petrafesa）和艾米利歐·史卡馬西奧（Emilio Scamarcio）的兒子。

## 個人生活
史卡馬西奧1996年起與安吉拉·利索（Angela Liso）交往；2006年分手後與演員薇拉莉·葛琳諾在一起，這段關係於2016年結束，此期間兩人將彼此視為夫妻但從未登記結婚、舉辦婚禮；突然的分手也未透露原因，但兩人都將此視為「感情失敗」。2020年起改與倫敦經紀公司經理安加拉德·伍德（Angharad Wood）交往。2020年夏天，女方讓史卡馬西奧當上了父親，共同育有名為艾米麗（Emily）的女兒。

## 外部連結
- 里卡多·史卡馬西奧在互联网电影资料库（IMDb）上的資料（英文）
- 里卡多·史卡馬西奧在Enjoy Movie上的電影作品列表